# كارمين جورجوني
كارمين جورجوني (بالإيطالية: Carmine Giorgione)‏ هو لاعب كرة قدم إيطالي في مركز الوسط، ولد في 17 يونيو 1991 في بنبنت في إيطاليا. لعب مع نادي بادوفا.

## وصلات خارجية
- كارمين جورجوني على موقع قاعدة بيانات كرة القدم.إي يو (الإنجليزية)
- كارمين جورجوني على موقع Soccerway.com (الإنجليزية)